# Inga Busch
Pour les articles homonymes, voir Busch.
Inga Busch, née le 25 janvier 1968 à Neuss, est une actrice allemande.

## Filmographie

### Cinéma

#### Longs métrages
- 1991 : Karniggels : Annarina
- 1995 : Gentleman
- 1995 : Stille Nacht
- 1996 : Killer Condom
- 1996 : Sexy Sadie : Zimmermädchen / Room Service Girl
- 1997 : Berlin Niagara : Ise (Lead singer)
- 1997 : Vienna Murder Mystery : Donna
- 1998 : Aprilkinder : Kim
- 1999 : Fremde Freundin : Katrin
- 1999 : Virtual Vampire : May
- 2000 : Schrott - Die Atzenposse : Carmen
- 2000 : Stundenhotel
- 2001 : Thomas Mann et les siens : Grete Weil
- 2002 : Bibi Blocksberg, l'apprentie sorcière : Karla Kolumna
- 2002 : Prüfstand VII : Bianca
- 2003 : 4 Freunde und 4 Pfoten : Paula Matkowski
- 2004 : Monsieur Zucker joue son va-tout : Irene Bunge
- 2005 : Stadt als Beute : Lizzy
- 2006 : Maria an Callas : Nerine
- 2007 : Blöde Mütze! : Kathrin - Mutter von Silke
- 2007 : Eight Miles High : Agentin
- 2008 : Little Paris : Tante Pat
- 2008 : Märzmelodie : Valerie
- 2008 : Rendez-vous à Palerme : Karla
- 2009 : Ghosted : Sophie Schmitt
- 2011 : Das traurige Leben der Gloria S.
- 2012 : Offroad : Salims Nachbarin Ute
- 2013 : Art Girls : Nikita Neufeld
- 2015 : Dora ou Les Névroses sexuelles de nos parents : Barbara
- 2016 : Ferien : Biene
- 2017 : Fühlen Sie sich manchmal ausgebrannt und leer? : Miriam
- 2021 : I'm Your Man (Ich bin dein Mensch) de Maria Schrader : Regina
- Prochainement : Flucht

#### Courts métrages
- 1996 : Jetzt kommt ein Karton!
- 1996 : Life Is Too Short to Dance with Ugly Women
- 1996 : Two Days Grey
- 2001 : Der Handstand
- 2001 : Militärisches Sperrgebiet
- 2001 : Santa - Ein Weihnachtsmärchen
- 2002 : Das Zeitbombenprinzip
- 2010 : Beelzebub
- 2012 : Once Again
- 2014 : Ein Tag am Meer
- 2014 : Tears

### Télévision

#### Séries télévisées
- 1994 : Une journaliste enquête : Judy Ballad
- 1995 : Commissaire Léa Sommer : Susi Brettschneider
- 1997 : Freunde wie wir : Ute Karl
- 1997-2014 : Tatort : Karmen Slowinski / Iris May / Frau Dr. Lenius / ...
- 1998-2013 : Police 110 : Sophie Stein / Nina Berger / Sophie / ...
- 1999 : Sperling
- 2000 : Mordkommission : Karin Fischer
- 2000 : Schimanski : Karin Schulte
- 2000-2016 : Une équipe de choc : Melanie Kipper / Dois
- 2002 : Achterbahn : Jana
- 2002 : Brigade du crime : Beatrice Kramm
- 2005 : Das Trio : Victoria
- 2006 : Volle Kanne : Elle-même
- 2007 : Zibb : Elle-même
- 2008 : Commissario Laurenti : Branka
- 2008 : Rosa Roth : Tina Barach
- 2009 : Flemming : Irm Fokken
- 2010 : Berlin Brigade Criminelle : Polizeipsychologin
- 2010-2015 : SOKO Stuttgart : Carola Kiefer / Dr. Hilde Meyer-Lorentz
- 2011 : City Cult : Narrator (voice)
- 2011 : Küstenwache : Esther Peerenboom
- 2011 : Le Renard : Manu Engelkamp
- 2012 : Un cas pour deux : Jasmin Burger
- 2014-2016 : Binny und der Geist : Steffi Schuster

#### Téléfilms
- 1994 : Die Schamlosen : Ladendiebin
- 1995 : Der Sandmann (de) : Rothaarige Prostituierte
- 1995 : Eine fast perfekte Liebe : Mieke Sonntag
- 1995 : Kommt Mausi raus?! : Jo
- 1995 : Matulla und Busch : Alla
- 1996 : La Voix du meurtrier
- 1996 : Unbeständig und kühl : Mitbewohnerin (non crédité)
- 1997 : Koerbers Akte: Kleines Mädchen - großes Geld
- 1997 : Kreuzfeuer : Tatjana
- 1997 : Le Château : Amalia
- 1999 : Drachenland : Karin
- 1999 : Einfach raus : Michelle
- 1999 : Herzlos : Thekla Gerber
- 1999 : Jahrhundertrevue : Silke Lembke
- 2000 : Pas d'amour sans mensonges : Helen Miller
- 2001 : Quand la fortune s'emmêle : Lilly
- 2002 : Das Paradies ist eine Falle
- 2002 : Liebling, bring die Hühner ins Bett : Monika
- 2002 : Un duo de haut vol : Georg Assmanns Ehefrau
- 2002 : Zwei Affären und eine Hochzeit : Claudia Merker
- 2003 : Geschlecht weiblich : Bea
- 2005 : Sieben Himmel : Tara
- 2006 : La Femme au bout de la rue : Evelin Garbers
- 2007 : Die Sterneköchin : Rosina Lorenz
- 2008 : Zwerg Nase : Gräfin Wilhelmine
- 2012 : Mörderische Jagd : Alexandra Beck
- 2013 : Fluss des Lebens - Verloren am Amazonas : Anne
- 2015 : Der Prinz im Bärenfell : Hedwig
- 2015 : Neue Natur: Art Girls Intern : Nikita Neufeld
- 2016 : Kästner und der kleine Dienstag : Marigard Ohser
- 2017 : Viel zu nah : Evelyn
- 2019 : Wut